# Arenophryne xiphorhyncha
Arenophryne xiphorhyncha är en groddjursart som beskrevs av Paul Doughty och Edwards 2008. Arenophryne xiphorhyncha ingår i släktet Arenophryne och familjen Myobatrachidae. Inga underarter finns listade i Catalogue of Life.